# Wassil Boschkow
Wassil Krumow Boschkow (bulgarisch Васил Крумов Божков; * 29. Juli 1956 in Welingrad, Bulgarien) ist ein bulgarischer Oligarch und Unternehmer, der mit einem geschätzten Vermögen von 1 bis 3 Milliarden Lewa einer der reichsten Bulgaren ist. Nachdem sich Boschkow im Januar 2020 nach Dubai absetzte, wurde gegen ihn Anklage wegen verschiedener Vergehen und Verbrechen im Zusammenhang mit Morden, Geldwäsche und  Steuerhinterziehung erhoben.

## Biografie

### Ausbildung
Boschkow schloss das Nationale Mathematisch-Naturwissenschaftliche Gymnasium Sofia ab. Er hat zwei Hochschulabschlüsse: Angewandte Mathematik an der Universität Sofia und Arbeitsökonomie an der Universität für National- und Weltwirtschaft (Sofia).

## Unternehmer
Boschkow begann sein wirtschaftliche Tätigkeit im Wendejahr 1989 mit dem Verkauf von Valuta, antiken Gegenständen und Waffen. Er eröffnete dann bald eine Kette von Wechselstuben. 1991 registrierte er seine Hauptgesellschaft „Nove Holding“ (bulg.:  „Нове Холдинг“), deren Hauptaktionär er war. Seit 2005 ist er Vorsitzender des Verwaltungsrates dieser Gesellschaft.
1991 wurde Boschkow Mitgesellschafter von Ilija Pawlow (bulg.: Илия Павлов) und Mladen Michalew (bulg.: Младен Михалев) in der Glücksspiel-Gesellschaft IGM (bulg.: „Ай Джи Ем“). Er eröffnete ein Kasino im Hotel „Rila“. 2007 war er Miteigentümer der Kasinos „Radisson SAS“ und „Hemus“ und von Bingo-Sälen.
1994 eröffnete Boschkow die „Bulgarische Handels- und Industriebank“ [BTIB] (bulg.: Българска търговска индустриална банка [БТИБ]), die 1996/97 mit der Kreditbank Multigroup (bulg.: Мултигруп) verschmolz. Die Kreditbank ging 1999 in Konkurs. Im Jahr 2000 kaufte er die Aktiva der in Konkurs gegangenen „Ersten Privatbank“ (bulg.: Първа частна банка) auf.
2006 erwarb Boschkow an der Börse den ehemaligen Privatisierungsfonds „Patischta Holding“ (bulg.: „Холдинг Пътища“; engl.: „Roads Holding“; deutsch.: „Straßen Holding“). Hauptaktionär der „Patischta Holding“ ist „ABW Ingeneering“ (bulg.: „АБВ Инженеринг“), die im Eigentum der „Nove Integral“ (bulg.: „Нове интернал“) – einer Tochterfirma der „Nove Holding“ (bulg.: „Нове холдинг“). Über die „Patischta Holding“ kaufte Boschkow einen Großteil der regionalen, staatlichen Straßenbaufirmen auf, die sich vorher im Eigentum der staatlichen Hauptverwaltung „Straßen“ (bulg.: „Patischta“) befand.
2006 schätzte das polnische Nachrichtenmagazin Wprost Boschkows Vermögen auf 1 Mrd. USD, im Jahr 2007 auf 1,5 Mrd. USD und 2008 auf 1,35 Mrd. USD.
Boschkow ist Mitglied im Verband der Großindustriellen und im bulgarischen Business Klub.

## Sammler
2004 gründete Boschkow die Trakia-Stiftung: Stiftungsziel ist „Organisation und Unterstützung der Suche und Erhaltung kultureller Werte, die Teil des bulgarischen und des kulturellen und historischen Erbes der Welt sind“. Geschäftsführer der Stiftung ist Kiril Chistoskow. Die Stiftung beschäftigt sich hauptsächlich mit der Ausstellung und Popularisierung von Boschkows Antiquitäten. Die Stiftung finanzierte in den Jahren von 2005 bis 2007 auch archäologische Grabungen.
Boschkow hat eine umfangreiche Sammlung antiker Gegenstände. Der Archäologe und Politiker Boschidar Dimitrow schätzt, dass die Stücke der Sammlung vor 1911 aus Bulgarien ausgeführt wurden und von Boschkow im Ausland aufgekauft wurden. Die Sammlung wurde vom Kunsthistoriker und Politiker Iwan Marazow beschrieben.
Ein Teil der Sammlung wurde 2006 in Brüssel und 2009 in Moskau gezeigt. Im Jahr 2011 waren 230 Stücke thrakischer und griechisch-römischer Kunst aus Boschkows Sammlung als Leihgaben für die Ausstellung „Thrakien und die Antike Welt 15. - 1. Jh v. Chr. - Sammlung Wassil Boschkow“ im Nationalen Historischen Museum in Sofia zu sehen.

## Sport
1993 gründete Boschkow die Firma für Sportwetten „Eurofußball“ (bulg.: „Еврофутбол“), an der seit 2002 der griechische Milliardär Sokratis Kokkalis mit seiner Firma Intralot beteiligt ist.
Im Jahr 2000 wurde Boschkow zum Vorsitzenden der „Bulgarischen Föderation der Sportschützen“ (bulg.: Българската федерация по спортна стрелба) gewählt, 2003 war er Vorsitzender der „Bulgarischen Schachföderation“ (bulg.: Българска федерация по шахмат). 1999 kaufte er ZSKA Sofia, den führenden Fußballklub des Landes; 2006 verkaufte er den Fußballklub an den indischen Geschäftsmann Pramod Mittal, den jüngeren Bruder von Lakshmi Mittal. 2019 kaufte Boschkow den Fußballklub Lewski Sofia und ließ über eine Pressemitteilung der „Nove Holding“ mitteilen, dass er sich um die Leitung, Finanzierung und langfristige Entwicklung dieses Fußballklubs kümmern werde. Laut Boschkows Angaben hat er innerhalb eines Jahres 25 Mill. Lewa in den Fußballklub investiert. Am 2. Juni 2020 übertrug er das gesamte Aktienpaket auf die bulgarische Fußballlegende Nasko Sirakow.

## Organisierte Kriminalität
Boschkows Name wird in der WikiLeaks-Korrespondenz erwähnt, die aus den internen Informationsschreiben der US-Botschaft in Bulgarien an das amerikanische State Departments durchgesickert ist. Zusammen mit Todor Batkow (bulg.: Тодор Батков), Grischa Gantschew (bulg.: Гриша Ганчев) und den Brüdern Krassimir Marinow (bulg.: Красимир Маринов) und Nikolai Marinow (bulg.: Николай Маринов) wird Boschkow als Beispiel „für einige der bekanntesten Verbindungen“ der bulgarischen Geschäftswelt mit dem organisierten Verbrechen angeführt.
Nach Informationen, die ebenfalls über WikiLeaks veröffentlicht wurden, bezeichnete der amtierende US-Botschafter in Bulgarien, John Ordwick, Boschkow 2009 in einem diplomatischen Brief als „den berüchtigsten Gangster“ und stellte fest, dass Boschkow bei der „Geldwäsche, Privatisierungsbetrug, Schutzgelderpressung, Erpressung und beim illegalen Handel mit Antiquitäten immer noch aktiv war“.
Im Juni 2021 verhängte die US-Regierung Biden wegen Beteiligung an »bedeutender Korruption« Sanktionen nach dem Magnitsky Act gegen Peewski und Wassil Boikow. In den USA gelagertes Vermögen der 64 Unternehmen, die sich in ihrem Besitz oder unter ihrer Kontrolle befinden, beschlagnahmte die US-Regierung. Außerdem wurde ein USA-weites Handelsverbot gegen jene Unternehmen ausgesprochen.